# Сила (регион)
Сила (фр. Sila, араб. سيلا‎), также Дар Сила — регион в Республике Чад. Административный центр — город Гоз-Бейда. Площадь — 37 000 км², население — 289 776 человек (2009 год).
Губернатором региона является Исмаил Ямуда Джорбо.
Сила даёт значительную часть сельскохозяйственной продукции Чада.
Регион служит убежищем для значительного количества беженцев из других регионов и из соседнего Судана.
Население региона — мусульмане, либо последователи местных традиционных культов. Христиане составляют менее 0,01 % от всего населения.

## География
Регион Сила находится в юго-восточной части Чада. На севере граничит с регионами Ваддай и Батха, на западе с регионом Гера, на юге с регионом Саламат, на юго-востоке с Центральноафриканской Республикой, на востоке с Суданом.

## История
Образован 19 февраля 2008 года из департаментов Сила и Джуруф-эль-Ахмар региона Ваддай.

## Административное деление
В административном отношении регион подразделяется на два департамента, которые включают в себя десять подпрефектур:
- Кимити
  - Гоз-Бейда
  - Аде
  - Карфи
  - Куку-Ангарана
  - Модойна
  - Монгороро
  - Тисси
- Джуруф-эль-Ахмар
  - Ам-Дам
  - Магране
  - Хавиш

## Населённые пункты
- Гумбату
- Биркели

## Здравоохранение
Среди медицинских и социальных проблем региона отмечаются малярия, туберкулез, СПИД, болезни, вызванные загрязнением водоемов (в частности — холера), недоедание, слабая организация помощи матерям и детям (только 17 % родов в регионе проходит с акушерской помощью).